# Corte Madera
Corte Madera est une municipalité située dans le comté de Marin, dans l'État de Californie, aux États-Unis.

## Histoire
La ville fut fondée le 10 juin 1916.

## Démographie
| 1920 | 1930  | 1940  | 1950  | 1960  | 1970  |
| ---- | ----- | ----- | ----- | ----- | ----- |
| 607  | 1 027 | 1 098 | 1 933 | 5 962 | 8 464 |

| 1980  | 1990  | 2000  | 2010  | - | - |
| ----- | ----- | ----- | ----- | - | - |
| 8 074 | 8 272 | 9 100 | 9 253 | - | - |